# ユン・テジン
ユン・テジン（ハングル表記：윤태진、1987年11月25日 - ）は、大韓民国のアナウンサー。国立国楽高等学校の舞踊科から梨花女子大学校の舞踊科に進学し卒業した。2010年に第80回全国春香選抜大会で真・善・美のうちの善に選ばれた。KBS Nスポーツのアナウンサーとして勤務し2015年に退局した。2015年にケーブルTV放送大賞ケーブルTVスター賞スポーツ部門人気賞を受賞した。2015年に自転車ロードレースツール・ド・コリアの広報大使を務めた他、2018年に南原市の広報大使およびソウル江南警察署の広報大使を務め名誉警察になった。多くの番組で司会進行を務めている。